# (4312) Knacke
(4312) Knacke ist ein Hauptgürtelasteroid, der am 29. November 1978 von Schelte John Bus und Charles Thomas Kowal vom Palomar-Observatorium aus entdeckt wurde.
Der Asteroid wurde nach dem US-amerikanischen Astrophysiker Roger Knacke (* 1941) benannt.